# Cité en feu
Pour les articles homonymes, voir City on Fire.
Pour plus de détails, voir Fiche technique et Distribution.
Cité en feu (titre original : City on Fire) est un film américano-canadien réalisé par Alvin Rakoff, sorti en 1979.

## Synopsis
Mécontent d'avoir été renvoyé de l'usine de produits chimiques dont il était l'employé, Herman Stover décide de se venger en répandant des produits toxiques dans l'atmosphère. Ces substances prennent bientôt feu, plongeant la ville tout entière dans le chaos. Le docteur Frank Whitman et Risley, le chef des pompiers, organisent les secours et tentent d'endiguer l'avancée de l'incendie.

## Fiche technique
- Titre : Cité en feu
- Titre original : City on Fire
- Réalisation : Alvin Rakoff
- Scénario : Jack Hill, Dave Lewis et Céline La Frenière
- Production : Claude Héroux
- Société de production : Astral Bellevue Pathé, Astral Films, Canadian Film Development Corporation (CFDC) (participation), Famous Players Film Corporation (participation)
- Photographie : René Verzier
- Musique : Matthew McCauley et William McCauley
- Direction artistique : Claude Marchand
- Décors : William McCrow
- Costumes : Yvon Duhaime
- Effets spéciaux : Carol Lynn et Cliff Wenger
- Pays de production :  Canada,  États-Unis
- Format : Couleurs - Son : Mono
- Genre : Film catastrophe
- Durée : 106 minutes
- Dates de sortie :
  - Allemagne de l'Ouest : 24 mai 1979
  - France : 11 juillet 1979
  - États-Unis : 31 août 1979

## Distribution
- Barry Newman (VF : Sady Rebbot) : Dr Frank Whitman
- Susan Clark (VF : Jacqueline Cohen) : Diana Brockhurst-Lautrec
- Shelley Winters (VF : Jacqueline Jefford) : l'infirmière Andrea Harper
- Leslie Nielsen (VF : Gabriel Cattand) : le maire William Dudley
- James Franciscus (VF : Philippe Ogouz) : Jimbo
- Ava Gardner (VF : Paule Emanuele) : Maggie Grayson
- Henry Fonda (VF : Jean Topart) : le chef des pompiers Albert Risley
- Jonathan Welsh (VF : Patrick Poivey) : Herman Stover
- Hilary Labow (VF : Annie Balestra) : Mme Adams
- Richard Donat (en) (VF : Patrick Préjean) : le captaine Harrison Risley
- Mavor Moore (VF : Yves Brainville) : John O'Brien
- Donald Pilon : Dr. Matwick
- Terry Haig : Terry James
- Cec Linder : Conseiller Paley
- Ken James (VF : Jacques Bernard) : Andrew
- Earl Pennington (VF : Edmond Bernard) : M. Clark
- Bronwen Mantel (VF : Béatrice Delfe) : Sarah Watts
- Steven Chaikelson (VF : Jackie Berger) : Gerald Watts
- Nancy Beatty (VF : Sylvie Feit) : Mary Stover